# 神田蘭のモーニング・マダム
『神田蘭のモーニング・マダム』（かんだらんのモーニング・マダム）は2018年10月7日から2020年9月27日RKB毎日放送（RKBラジオ）で放送されているトーク番組である。

## 番組概要
女性講談師の神田蘭が"博多の素敵なマダム"をゲストに迎えておくるトーク番組である。

## 放送時間
- 日曜日 9:15 - 9:30（JST。2018年10月7日〜2020年9月27日）

## パーソナリティ
- 神田蘭

## スポンサー
- ヴェントゥーノ